# 里沃利路
里沃利路（法語：Rue de Rivoli，法語發音：[ʁy də ʁivɔli]）是巴黎最著名的街道之一，被稱為「一條充满時尚氣息的商業街」。 它命名於拿破崙最早勝利戰役之一、對抗第一次反法同盟及於1797年1月14日至15日的里沃利會戰。

## 外部連結
- 巴黎網上歷史館: （页面存档备份，存于） 里沃利街